# Nehrkorn-pápaszemesmadár
A Nehrkorn-pápaszemesmadár (Zosterops atrifrons) a madarak (Aves) osztályának verébalakúak (Passeriformes) rendjébe, ezen belül a pápaszemesmadár-félék (Zosteropidae) családjába tartozó faj.

## Rendszerezése
A fajt William Robert Ogilvie-Grant angol zoológus írta le 1910-ben. Korábban úgy vélték, hogy a Nehrkorn-pápaszemesmadár azonos a Sangihe-szigeten élő Sangihe-szigeti pápaszemesmadárral (Zosterops nehrkorni), azonban kutatások során Pamela Cecile Rasmussen, amerikai ornitológusnő és kollégái bebizonyították, hogy valójában két külön fajról van szó. Ugyanebből a kutatásból kitudódott, hogy a Seram-szigeti pápaszemesmadár (Zosterops stalkeri) nem azonos az új-guineai pápaszemesmadárral (Zosterops minor).

## Alfajai
- Zosterops atrifrons atrifrons Wallace, 1864
- Zosterops atrifrons subatrifrons A. B. Meyer & Wiglesworth, 1896
- Zosterops atrifrons sulaensis Neumann, 1939
- Zosterops atrifrons surdus Riley, 1919[2]

## Előfordulása
Indonéziához tartozó Celebeszen és a környező szigeteken honos. Természetes élőhelyei a szubtrópusi és trópusi cserjések, síkvidéki és hegyi esőerdők, valamint szántóföldek és másodlagos erdők. Állandó nem vonuló faj.

## Megjelenése
Testhossza 12 centiméter.

## Természetvédelmi helyzete
Az elterjedési területe nagyon nagy, egyedszáma viszont ismeretlen. A Természetvédelmi Világszövetség Vörös listáján nem fenyegetett fajként szerepel.